# Agrostis rossiae
Agrostis rossiae é uma espécie de gramínea do gênero Agrostis, pertencente à família Poaceae.